# Алфредо Саяс
Алфредо де Саяс и Алфонсо (на испански: Alfredo Zayas y Alfonso) е кубински политик. Президент на Куба от 1921 г. до 1925 г.
Прокурор, съдия, кмет на Хавана, секретар на Конституционната конвенция, сенатор през 1905 г., председател на Сената през 1906 г., вицепрезидент на Куба от 1909 до 1913 г.

## Биография
Роден е в Хавана в аристократично семейство със стари захарни плантации, той е 5-то дете на д-р Хосе Мария де Саяс и Хименес (1824–1887), известен адвокат и педагог, и Лутгарда Алфонсо и Еспада (1831–1898). Като един от лидерите на Кубинското въстание от 1895 г., той престава да използва благородно звучащото "де" в името си и става известен просто като Алфредо Саяс. Освен успешната си юридическа практика, Саяс е активен в кубинските литературни кръгове и е съредактор на списанието "Cuba Literaria".
Саяс е интелектуалец, а не военен лидер и по време на Кубинската война за независимост от 1895-1898 г. той е арестуван и изпратен в затвора в африканското владение Сеута. Когато е депортиран (20 септември 1896 г.), докато е транзитно в испанския Cárcel Modelo в Мадрид, той написва някои от най-добрите си стихове, като „Al Caer la Nieve“, публикувана впоследствие в неговия Obras Completas, том. 1. Саяс понякога е наричан "ерудираният цивилен президент", тъй като за разлика от своя предшественик и приемник той няма опит на бойното поле.

## Кариера
След завръщането си в Куба след Испанско-американската война, той става действащ кмет на Хавана. Член на Конституционния конвент от 1901 г. и става негов секретар. Ярък лидер на опозицията срещу анексирането на Куба от САЩ, той гласува против поправката на Плат и срещу предоставянето на военноморски бази на Съединените щати в Гуантанамо и Баия Хонда.
Саяс става лидер на Либералната партия (ляво крило) и е избран за вицепрезидент през 1908 г. В оспорваните президентски избори от 1916 г., в които популистката Либерална партия използва насилствени тактики, той получава повече гласове от проамериканската. Съединените щати предоставят военна подкрепа на Менокал от военноморската база Гуантанамо, без официално да се позовават на правото си на намеса съгласно поправката на Плат, включена в Договора между САЩ и Куба от 1903 г. Въпреки това, Съединените щати разполагат сили само в провинция Ориенте.
Получавайки най-много гласове през 1920 г., Саяс встъпва в длъжност като президент през 1921 г. Той служи само един мандат, през който започва процеса за даване на глас на кубинските жени (резолюция в Сената, 1921 г.), преговаря за връщането на кубинския суверенитет над остров Пайнс (2200 квадратни километра), който е окупиран от САЩ от 1898 г. На 10 октомври 1922 г. стартира PWX, първата кубинска радиостанция.
Въпреки че неговата администрация е системно клеветена от опозицията като корумпирана, тя всъщност е по-малко корумпирана от предишните и следващите администрации и Саяс се въздържа от цензуриране на пресата или арестуване на критици, за разлика от предишни и по-късни кубински президенти. Това му носи прозвището "el Chino" (Китаеца), заради неговия стоицизъм ("la flema de Zayas") и неговото "ориенталско търпение". Понякога е наричан "pesetero", защото от затвора в Мадрид винаги е носел монета от испанска песета в джоба на жилетката си. Когато встъпва в длъжност през 1921 г., страната е във фалит с дългове над 40 милиона щатски долара, а цените на захарта падат от 22 цента на 3 цента. Въпреки това провежда редица реформи, особено в областта на образованието.
Той не се кандидатира за преизбиране и посвещава последните си години на изнасяне на конференции и преследване на многообразните си литературни и исторически интереси, включително публикуването на основния му труд, двутомната „Lexicografia Antillana“, която има по-ранно издание през 1914 г. и заема поста президент на "Academia de la Historia" до смъртта си. На следващите избори Херардо Мачадо е избран, но става диктатор и след поредица от преврати, които последват, Мачадо е принуден да се оттегли, а Фулхенсио Батиста взима властта.